# Albtal-Verkehrs-Gesellschaft
Die Albtal-Verkehrs-Gesellschaft mbH (AVG) ist ein Verkehrsunternehmen, das Stadtbahn- und Schienengüterverkehr durchführt (bis 2024 auch Omnibusverkehr) sowie als Eisenbahninfrastrukturunternehmen einen Teil der von ihr befahrenen Eisenbahnstrecken betreibt. Sie gehört zu 94 Prozent der KVVH (einer Holding, die selbst zu 100 Prozent der Stadt Karlsruhe gehört) und zu 6 Prozent direkt der Stadt Karlsruhe und ist insbesondere im Verband Region Karlsruhe aktiv.
Die AVG ist Mitglied im Tarifverband der Bundeseigenen und Nichtbundeseigenen Eisenbahnen in Deutschland (TBNE).

## Unternehmensentwicklung
Die AVG wurde 1957 als Betreibergesellschaft für die Albtalbahn, die Bahnstrecke Busenbach–Ittersbach und die Ettlinger Seitenbahn gegründet. Seit 1957 betreibt sie diese drei Eisenbahnstrecken, wobei die Albtalbahn zwischen 1957 und 1966 von Schmalspur auf Normalspur umgebaut und mit dem Karlsruher Straßenbahnnetz verknüpft wurde. Seit 1975 konnte die AVG durch den Neubau von Eisenbahnstrecken, die Nutzung vorhandener Eisenbahnstrecken der Deutschen Bahn sowie die Übernahme bestehender Eisenbahnstrecken ihre Aktivitäten weiter ausdehnen und ein Stadtbahnsystem in der Region Karlsruhe aufbauen. Die AVG erbringt in diesem Zusammenhang auch Straßenbahnleistungen in Karlsruhe und Heilbronn. Durch die kontinuierliche Erweiterung des Streckennetzes und Verdichtung der Fahrpläne stiegen auch die Fahrgastzahlen an: von ca. 6 Millionen Fahrgästen im Jahr 1960 über 8,1 Millionen (1985), 19 Millionen (1990), 32,8 Millionen (1996), 70 Millionen (2009) auf 74,9 Millionen im Jahr 2016.
Von Anfang an bestand eine enge Kooperation mit den Verkehrsbetrieben Karlsruhe (VBK), die sich in einer gemeinsamen Verwaltung, der Nutzung gemeinsamer Werkstätten und einem gemeinsamen Fahrzeugpool ausdrückt. Seit den 1980er Jahren hat sich folgende Arbeitsteilung zwischen beiden Verkehrsunternehmen herausgebildet: Während die VBK für den Betrieb der innerstädtischen Straßenbahn- und Busverbindungen in Karlsruhe zuständig ist, betreibt die AVG als Eisenbahnunternehmen den regionalen Schienenverkehr. Im Zuge der Ausdehnung des Streckennetzes ergaben sich darüber hinaus Kooperationen mit der Deutschen Bahn sowie den Stadtwerken Heilbronn. Zum 1. Januar 2018 wurde die AVG, bis dahin zu 100 Prozent im Eigentum der Stadt, in die KVVH integriert, die nun zu 94 Prozent Eigentümerin ist, 6 Prozent verbleiben bei der Stadt.
Um Streckenausbau und Betrieb der Stadtbahnverbindungen möglichst reibungsfrei zu gestalten, versucht die AVG, die von ihr bedienten Strecken zu übernehmen oder langfristig von der Deutschen Bahn zu pachten. So konnte sie 1986 die Betriebsführung auf der Hardtbahn von der Deutschen Bundesbahn übernehmen und die Strecke 2001 erwerben. 1994 erwarb sie die Katzbachbahn und Kraichtalbahn von der SWEG. Langfristig pachten konnte sie die Kraichgaubahn im Jahr 1996, die Enztalbahn und die Murgtalbahn im Jahr 2000. Ferner übernahm die AVG die drei nicht elektrifizierten Stichstrecken Maulbronn–Maulbronn West (1999), Wintersdorf (Baden)–Rastatt und Hinterweidenthal–Bundenthal-Rumbach (2007). Im Jahr 2024 übernahm sie ferner die Krebsbachtalbahn, um sie zu einer Stadtbahn auszubauen. Insgesamt betreibt die AVG als Eisenbahninfrastrukturunternehmen eigene und gepachtete Strecken mit einer Länge von 305,2 Kilometer. Im Auftrag des Landkreises Calw soll die AVG auch die Betriebsführung auf der Hermann-Hesse-Bahn Calw–Weil der Stadt übernehmen.
Wie andere Unternehmen dieser Branche kämpft auch die AVG mit der Schwierigkeit, Triebfahrzeugführer zu gewinnen. Der Personalengpass besteht seit 2009 und konnte trotz ständiger Neueinstellungen und Unterstützung durch Zeitarbeiter bis 2018 nicht behoben werden. Seit Juni 2019 besteht laut eigenen Angaben wieder ein ausgeglichener Personalstand beim Fahrpersonal.
Im März 2019 unterzeichnete die AVG federführend eine Vereinbarung mehrerer Verkehrsunternehmen, welche die Neuentwicklung eines TramTrain-Fahrzeuges vorsieht. Das Projekt „VDV TramTrain“ wird von insgesamt fünf Unternehmen unterstützt. Partner sind unter anderem die Saarbahn GmbH und der Verkehrsverbund Mittelsachsen stellvertretend für die Regiobahn Chemnitz. Die ersten neu entwickelten Fahrzeuge sollen ab 2025 im Einsatz sein.

## Karlsruher Modell

Streckennetz der AVG im Jahr 2024
AVG-Infrastruktur, mit Gleichstrom elektrifiziert
AVG-Infrastruktur, mit Wechselstrom elektrifiziert
AVG-Infrastruktur (gepachtet), mit Wechselstrom elektrifiziert
AVG-Infrastruktur, nicht elektrifiziert
Straßenbahnstrecken der VBK (Auswahl)
Straßenbahnstrecken der Stadtwerke Heilbronn
Strecken der DB InfraGO, von AVG-Stadtbahnen genutzt

Die AVG ist vor allem bekannt geworden durch die modellhafte Einführung eines Zweisystem-Stadtbahnverkehrs als bundesweit erstes Unternehmen („Karlsruher Modell“). Die Züge fahren über Eisenbahnstrecken von entfernten Orten nach Karlsruhe (sowie ebenfalls im AVG-Netz in Heilbronn, Wörth und Bad Wildbad), wo sie die Innenstadt auf Straßenbahnstrecken durchqueren, um anschließend wieder das Umland zu bedienen. Dabei erfolgte erstmals der Systemwechsel von einer Eisenbahn zu einer Straßenbahn im gleichen Fahrzeug, das für beide Systeme ausgerüstet werden musste. Die Fahrgäste ersparen sich so das Umsteigen zwischen Zug und Straßenbahn.
1992 wurde die Strecke nach Bretten in das Netz der Stadtbahn integriert. Die Stadtbahnfahrzeuge vom Typ GT8-100C/2S, GT8-100D/2S-M und ET 2010 fahren dabei mit zwei Stromsystemen: im Karlsruher Straßenbahnnetz mit 750 Volt Gleichspannung und nach dem Übergang auf elektrifizierte Eisenbahnstrecken mit 15 kV, 16,7 Hertz Wechselspannung. Neben den unterschiedlichen Stromsystemen sind auch Unterschiede bei der Sicherheitstechnik, Spurkränzen, Funk etc. zu berücksichtigen.
Heute ist das so genannte Karlsruher Modell (auch Tram-Train genannt) wegen des enormen Fahrgastzuwachses Vorbild für viele andere Städte im In- und Ausland, die ein Stadtbahnsystem auf Straßenbahn- und Eisenbahnstrecken planen oder bereits umgesetzt haben (z. B. Chemnitz, Saarbrücken und Kassel).

## Bahnbetrieb

### Infrastruktur
Neben mehreren Strecken, die von der Stadtbahn Karlsruhe befahren werden, betreibt die AVG die 15 Kilometer lange pfälzische Wieslauterbahn von Hinterweidenthal Ost nach Bundenthal-Rumbach. Dort führt DB Regio saisonal Personenverkehr durch.
Insgesamt betreibt die AVG folgende Eisenbahn- und Straßenbahninfrastruktur:
| Bezeichnung                        | Strecken-nummer | Streckenverlauf                                                                             | Länge     | Eröffnung              | AVG seit         | Elektrifizierung         | Betrieb                                                                             | Besonderheit |
| ---------------------------------- | --------------- | ------------------------------------------------------------------------------------------- | --------- | ---------------------- | ---------------- | ------------------------ | ----------------------------------------------------------------------------------- | --- |
| Albtalbahn                         | 9420            | Karlsruhe Albtalbahnhof – Ettlingen – Busenbach – Bad Herrenalb                             | 25,619 km | 1897, 1898             | 1957             | 750 V =                  | Stadtbahnlinien S1, S11, S12, einzelne Fahrten FEX Albtäler/Kraichgau, Güterverkehr | |
| Busenbach–Ittersbach               | 9421            | Busenbach – Reichenbach – Langensteinbach – Ittersbach                                      | 14,147 km | 1899                   | 1957             | 750 V =                  | Stadtbahnlinien S11, S12                                                            | |
| Ettlinger Seitenbahn               | 9422            | Ettlingen West (exklusive) – Ettlingen Stadt                                                | 1,384 km  | 1885, 1887             | 1957             | 750 V =                  | Güterverkehr, einzelne Fahrten Stadtbahnlinien S31/32                               | |
| Hardtbahn                          | 4025            | Karlsruhe-Mühlburg (exklusive) – Neureut Welschneureuter Straße                             | 4,709 km  | 1913                   | 2001             | nein                     | Güterverkehr                                                                        | |
| Hardtbahn                          | 9429            | Karlsruhe Haus Bethlehem (exklusive) – Neureut – Leopoldshafen – Linkenheim Friedrichstraße | 10,993 km | 1870, 1913, 1986, 1989 | 1987             | 750 V =                  | Stadtbahnlinien S1, S11, Güterverkehr                                               | |
| Hardtbahn                          | 9429            | Leopoldshafen–KIT Campus Nord                                                               | 2,056 km  | 1989                   | 1989             | 750 V =                  | einzelne Fahrten Stadtbahnlinien S1, S11                                            | |
| Stadtbahn Linkenheim-Hochstetten   | –               | Linkenheim Friedrichstraße – Hochstetten Bahnhof                                            | 1,9 km    | 1989                   | 1989             | 750 V =                  | Stadtbahnlinien S1, S11                                                             | BOStrab-Strecke                                                                                                   |
| Nagoldtalbahn                      | 4850            | Pforzheim Hbf (exklusive) – Brötzingen Mitte                                                | 2,049 km  | 1868                   | 2000 (gepachtet) | 15 kV/16,7 Hz ~          | Stadtbahnlinie S6, Regionalbahn MEX17a, RB74                                        | |
| Enztalbahn                         | 4851            | Brötzingen Mitte (exklusive) – Neuenbürg – Bad Wildbad Bahnhof                              | 21,654 km | 1868                   | 2000 (gepachtet) | 15 kV/16,7 Hz ~          | Stadtbahnlinie S6, einzelne Fahrten Regionalbahn MEX17a                             | |
| Stadtbahn Bad Wildbad              | –               | Bad Wildbad Bahnhof (exklusive) – Bad Wildbad Kurpark                                       | 0,7 km    | 2003                   | 2003             | 750 V =                  | Stadtbahnlinie S6                                                                   | BOStrab-Strecke                                                                                                   |
| Kraichgaubahn                      | 4201, 4950      | Karlsruhe-Grötzingen – Bretten – Eppingen – Heilbronn Hbf (exklusive)                       | 63,872 km | 1878–1890              | 1996 (gepachtet) | 15 kV/16,7 Hz ~          | Stadtbahnlinien S4, S5, S51, Regional-Express RE45                                  | |
| Kraichtalbahn (inkl. Katzbachbahn) | 9412            | Bruchsal Bahnhof (exklusive) – Ubstadt Ort – Odenheim                                       | 15,2 km   | 1896                   | 1994             | 15 kV/16,7 Hz ~          | Stadtbahnlinien S31, S32                                                            | |
| Kraichtalbahn (inkl. Katzbachbahn) | 9413            | Ubstadt Ort – Menzingen                                                                     | 14,699 km | 1896                   | 1994             | 15 kV/16,7 Hz ~          | Stadtbahnlinie S32                                                                  | |
| Krebsbachtalbahn                   | 9410            | Neckarbischofsheim Nord – Obergimpern – Hüffenhardt                                         | 16,9 km   | 1902                   | 2024             | nein                     | Ausflugsverkehr, geplant: Stadtbahnverkehr                                          | |
| Murgtalbahn                        | 4240            | Rastatt (exklusive) – Forbach – Freudenstadt Hbf (exklusive)                                | 57,075 km | 1869–1928              | 2000 (gepachtet) | 15 kV/16,7 Hz ~          | Stadtbahnlinien S8, S81, Regional-Express RE40, Regionalbahn RB41                   | |
| Pfinztalbahn                       | 9496            | Karlsruhe-Grötzingen Oberausstraße – Berghausen – Söllingen Bf                              | 5,021 km  | 1997                   | 1997             | 15 kV/16,7 Hz ~          | Stadtbahnlinien S5, S51                                                             | Eingleisig parallel zur DB-Strecke 4200                                                                           |
| Stadtbahnanschluss Neckarsulm      | 4914            | Heilbronn Kaufland (exklusive) – Neckarsulm AVG                                             | 2,288 km  | 2013                   | 2013             | 15 kV/16,7 Hz ~, 750 V = | Stadtbahnlinien S41, S42, Güterverkehr                                              | teilweise BOStrab-Strecke                                                                                         |
| Maulbronn West–Maulbronn           | 4841            | Maulbronn West – Maulbronn Stadt                                                            | 2,792 km  | 1914                   | 1998             | nein                     | Ausflugsverkehr Regionalbahnlinie RB72                                              | |
| Wieslauterbahn                     | 3312            | Hinterweidenthal Ost (exklusive) – Bundenthal-Rumbach                                       | 15,048 km | 1911                   | 2007 (gepachtet) | nein                     | Ausflugsverkehr Regionalbahnlinie RB56                                              | |
| Rastatt–Rœschwoog (F)              | 4242            | Rastatt (exklusive) – Wintersdorf                                                           | 5,290 km  | 1895                   | ?                | nein                     |                                                                                     | zwischen Wintersdorf und Staatsgrenze DB-Infrastruktur                                                            |
| Stadtbahnstrecke Wörth (Rhein)     | –               | Wörth (Rhein) – Wörth Badepark                                                              | 2,7 km    | 1997, 2003             | 1997             | 750 V =                  | Stadtbahnlinie S5                                                                   | überwiegend BOStrab-Strecke                                                                                       |
| Stadtbahn Rheinstetten             | –               | Karlsruhe Dornröschenweg (exklusive) – Forchheim – Mörsch Bach West                         | 6,4 km    | 1989, 1991, 1999       | 1989             | 750 V =                  | Stadtbahnlinie S2 (VBK)                                                             | BOStrab-Strecke                                                                                                   |
| Stadtbahn Stutensee                | –               | Karlsruhe Reitschulschlag (exklusive) – Blankenloch – Spöck                                 | 10,7 km   | 1997, 2005             | 1997             | 750 V =                  | Stadtbahnlinie S2 (VBK)                                                             | BOStrab-Strecke, zwischen Blankenloch Nord und Friedrichstal parallel zur DB-Strecke Bahnstrecke Mannheim–Rastatt |
| Hermann-Hesse-Bahn                 | ?               | Weil der Stadt – Calw                                                                       | ca. 20 km | in Bau (Reaktivierung) | –                | nein                     | geplant: Regionalbahnlinie                                                          | Reaktivierung im Gange, Strecke im Eigentum des Zweckverbands Hermann-Hesse-Bahn                                  |

### Personenverkehr
Die AVG betreibt mit der Stadtbahn Karlsruhe folgende Linien nach dem Karlsruher Modell:
| Linie                    | Linienweg | Fahrzeugeinsatz                     |
| ------------------------ | --- | ----------------------------------- |
| S 1                      | Hochstetten – Eggenstein-Leopoldshafen – Karlsruhe – Ettlingen – Busenbach – Bad Herrenalb | NET 2012                            |
| S 11                     | Hochstetten – Eggenstein-Leopoldshafen – Karlsruhe – Ettlingen – Busenbach – Reichenbach – Langensteinbach – Ittersbach | NET 2012                            |
| S 12                     | Karlsruhe Rheinhafen – Karlsruhe Europaplatz – Karlsruhe Albtalbahnhof – Ettlingen – Busenbach – Reichenbach – Langensteinbach – Ittersbach | NET 2012                            |
| S 31                     | Odenheim – Bruchsal – Karlsruhe-Durlach – Karlsruhe Hbf | GT8-100C/2S, GT8-100D/2S-M          |
| S 32                     | Menzingen (Baden) – Bruchsal – Karlsruhe-Durlach – Karlsruhe Hbf | GT8-100C/2S, GT8-100D/2S-M          |
| S 4                      | Karlsruhe Albtalbahnhof – Karlsruhe Hbf Vorplatz – Karlsruhe Marktplatz – Karlsruhe-Durlach Bahnhof – Bretten – Eppingen – Heilbronn – Öhringen – Öhringen-Cappel | GT8-100D/2S-M, ET 2010              |
| S 41                     | Heilbronn Hbf/Willy-Brandt-Platz – Heilbronn Technisches Schulzentrum – Neckarsulm – Bad Friedrichshall – Mosbach-Neckarelz – Mosbach Bahnhof | ET 2010                             |
| S 42                     | Heilbronn Hbf/Willy-Brandt-Platz – Heilbronn Technisches Schulzentrum – Neckarsulm – Bad Friedrichshall – Bad Rappenau – Sinsheim Hauptbahnhof | ET 2010                             |
| S 5                      | Pforzheim – Remchingen – Pfinztal – Karlsruhe – Wörth Badepark | GT8-100D/2S-M, ET 2010              |
| S 51                     | Germersheim – Sondernheim – Bellheim – Rülzheim – Rheinzabern – Jockgrim – Wörth am Rhein – Karlsruhe Rheinbergstraße – Karlsruhe Siemens – Karlsruhe Entenfang – Karlsruhe Yorckstraße – Karlsruhe Marktplatz – Karlsruhe Tullastraße – Grötzingen – Söllingen – Wilferdingen-Singen – Pforzheim | GT8-100D/2S-M, ET 2010              |
| S 52                     | Germersheim – Sondernheim – Bellheim – Rülzheim – Rheinzabern – Jockgrim – Wörth am Rhein – Karlsruhe West – Karlsruhe Albtalbahnhof – Karlsruhe Hbf Vorplatz – Karlsruhe Ettlinger Tor – Karlsruhe Marktplatz (Pyramide)                                                                         | GT8-100D/2S-M, ET 2010              |
| S 6                      | Pforzheim – Neuenbürg – Bad Wildbad | GT8-100D/2S-M                       |
| S 7                      | Karlsruhe Tullastraße – Karlsruhe Marktplatz – Karlsruhe Hbf Vorplatz – Durmersheim – Rastatt – Baden-Baden – Achern | GT8-100D/2S-M                       |
| S 71                     | Karlsruhe Hbf – Ettlingen West – Rastatt – Baden-Baden – Achern | GT8-100C/2S, GT8-100D/2S-M, ET 2010 |
| S 8                      | Karlsruhe Tullastraße – Karlsruhe Marktplatz – Karlsruhe Hbf Vorplatz – Durmersheim – Rastatt – Gaggenau – Gernsbach – Forbach (Schwarzwald) – Baiersbronn – Freudenstadt – Bondorf (b Herrenberg)                                                                                                | GT8-100D/2S-M                       |
| S 81                     | Karlsruhe Hbf – Ettlingen West – Rastatt – Forbach (Schwarzwald) – Baiersbronn – Freudenstadt – Bondorf (b Herrenberg) | GT8-100C/2S, GT8-100D/2S-M          |
| Freizeitexpress Albtäler | Menzingen/Odenheim – Ubstadt Ort – Karlsruhe Hbf – Ettlingen Stadt – Busenbach – Bad Herrenalb | GT8-100C/2S, GT8-100D/2S-M          |

Genauere Angaben zum Taktangebot siehe „Liniennetz“ im Artikel „Stadtbahn Karlsruhe“.
Der Betrieb der Stadtbahnlinie S2 wird im Auftrag der AVG durch die Verkehrsbetriebe Karlsruhe durchgeführt. Die AVG ist Eigentümer der Abschnitte Rheinstrandsiedlung – Rheinstetten und Sinsheimer Straße – Stutensee.
Die Linie S5 wird seit dem Fahrplanwechsel zum 9. Juni 2019 nur noch bis Pforzheim Hbf betrieben. Die Linie S34 verkehrte bis zum Fahrplanwechsel 2022 nur noch mit einzelnen Fahrten morgens und nachts zwischen Bretten und Bruchsal, bevor diese vollständig wegfielen, wonach der Abschnitt Bretten – Mühlacker ebenfalls entfiel. Diese Abschnitte waren Teil der Ausschreibung der Stuttgarter Netze Los 1.

### Güterverkehr
Im Schienengüterverkehr steht die Bedienung der eigenen Strecken (Albtalbahn, Murgtalbahn, Kraichtalbahn, Kraichgaubahn) sowie verschiedener Gleisanschlüsse im Raum Karlsruhe im Vordergrund, ferner betreibt die AVG Müllzüge zwischen Bruchsal und Mannheim. Im Jahr 2009 wurden 410.000 Tonnen Frachtgut befördert.

## Omnibusbetrieb und weitere ehemalige Geschäftszweige
Am 15. Dezember 2024 wurde der Omnibusbetrieb der AVG eingestellt. Die AVG betrieb zuletzt mehrere Überlandbuslinien im Albtal, Pfinztal, Ettlingen in der Region Karlsruhe:
| Linie | Linienweg                                          | Bemerkung          |
| ----- | -------------------------------------------------- | ------------------ |
| 103   | Malsch – Völkersbach                               | im Auftrag der NVW |
| 104   | Waldprechtsweier – Malsch – Ettlingen Stadtbahnhof | im Auftrag der NVW |
| 105   | Ettlingen Erbprinz/Schloss – Ettlingen West        | im Auftrag der NVW |
| 107   | Bahnhof Karlsruhe-Durlach – Ettlingen Stadtbahnhof | im Auftrag der VBK |
| 110   | Waldprechtsweier – Ettlingen Erbprinz              | im Auftrag der NVW |
| 112   | Ettlingen Stadt – Friedhof – Ettlingen Stadt       | im Auftrag der NVW |

Ursprünglich betrieb die AVG weitere Buslinien, auch in den Regionen Kraichgau und Hardt. Diese wurden jedoch in Rahmen von Ausschreibungen durch die jeweiligen ÖPNV-Aufgabenträger an andere Busunternehmen abgegeben.
Früher betrieb die AVG zudem ein eigenes Reisebüro (1964–2012) und führte Touristikfahrten mit Reisebussen durch. Ferner war die AVG im Speditionsgeschäft tätig und betrieb eine Flotte von Lastkraftwagen.

## Galerie

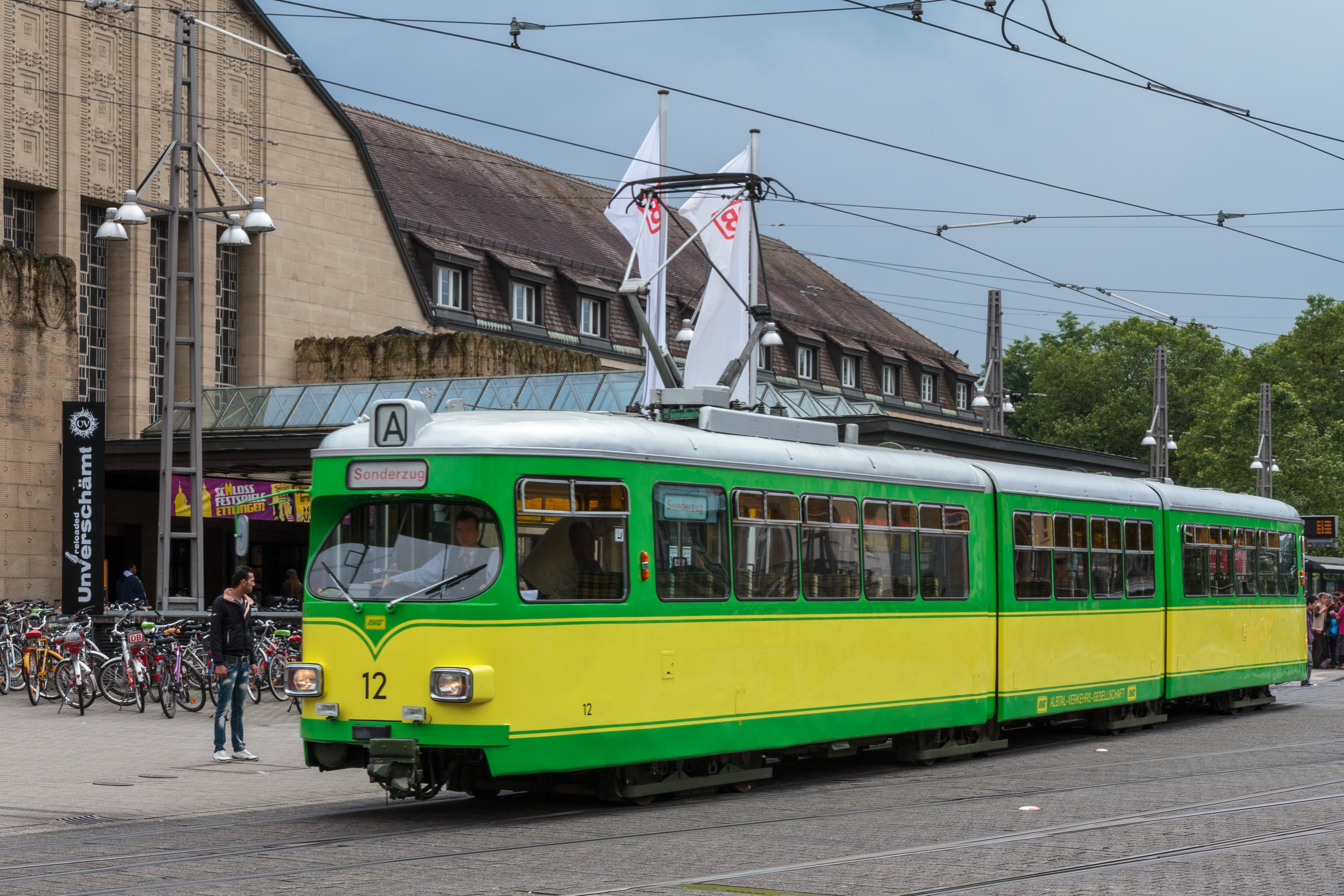
Tram AVG 12 (DÜWAG GT8-EP) vor dem Karlsruher Hbf, 2013
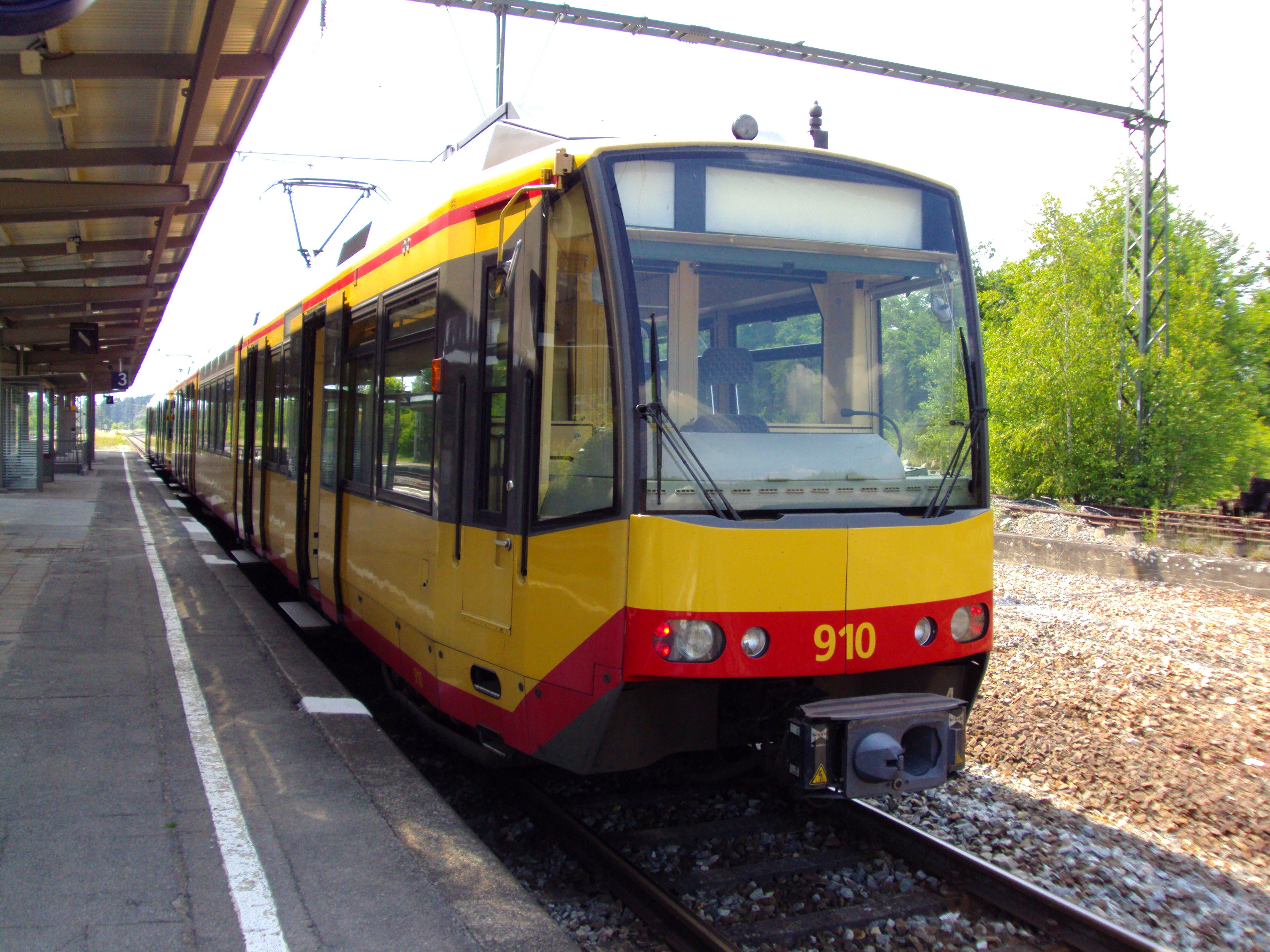
Stadtbahnwagen 910 vom Typ GT8-100D/2S-M
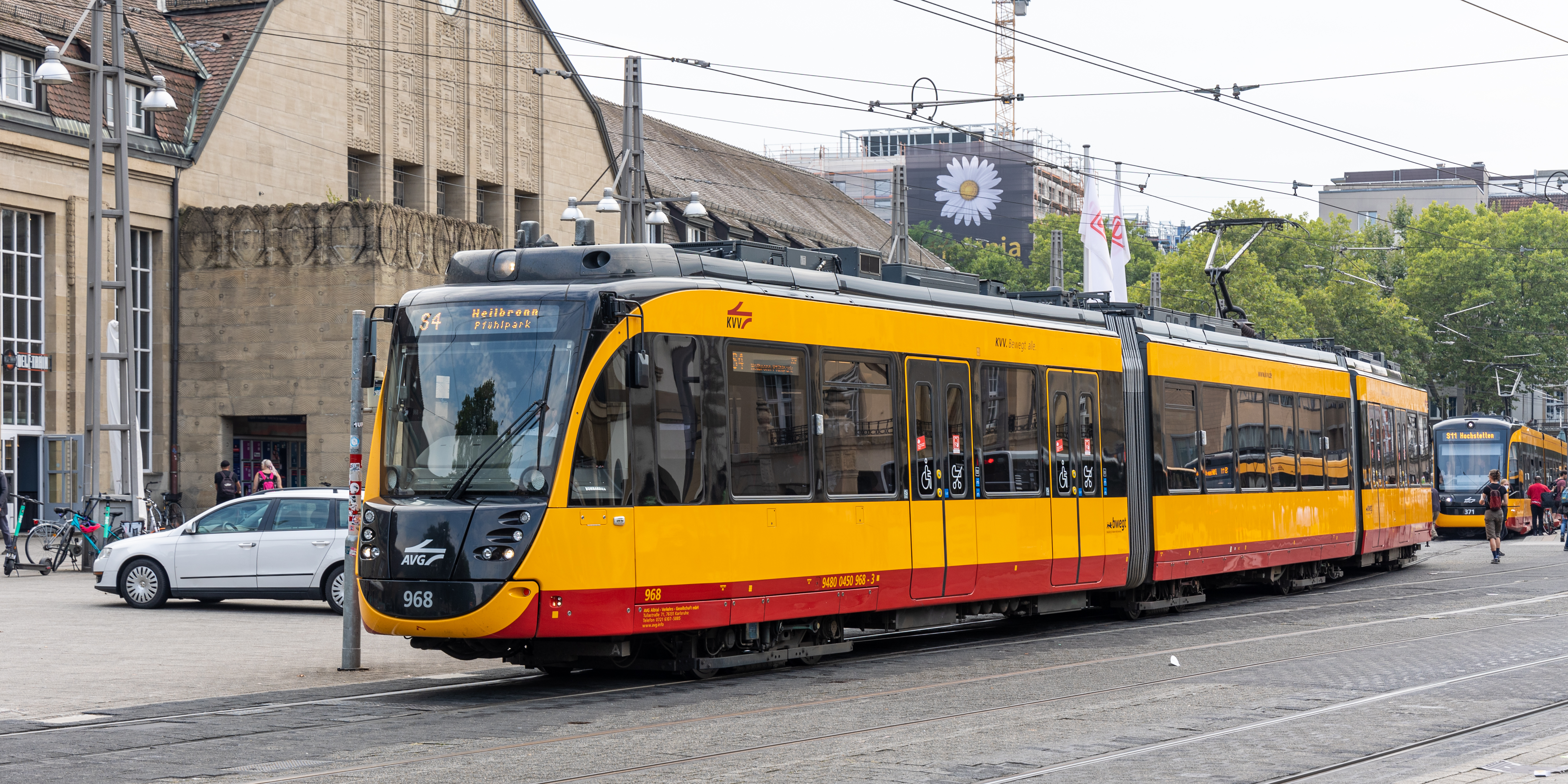
AVG 968 (ET 2010) vor dem Karlsruher Hbf, 2022
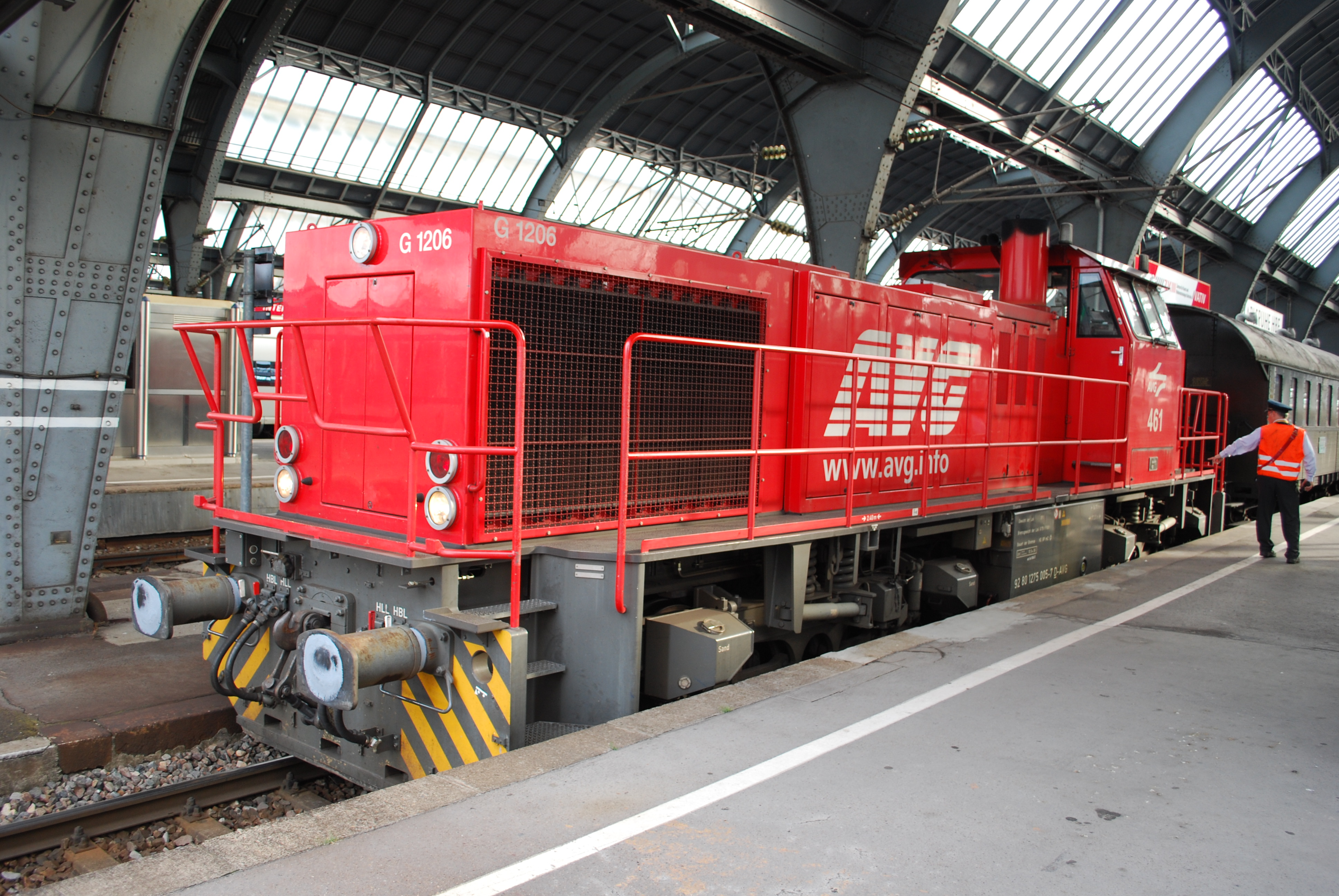
Diesellok 461
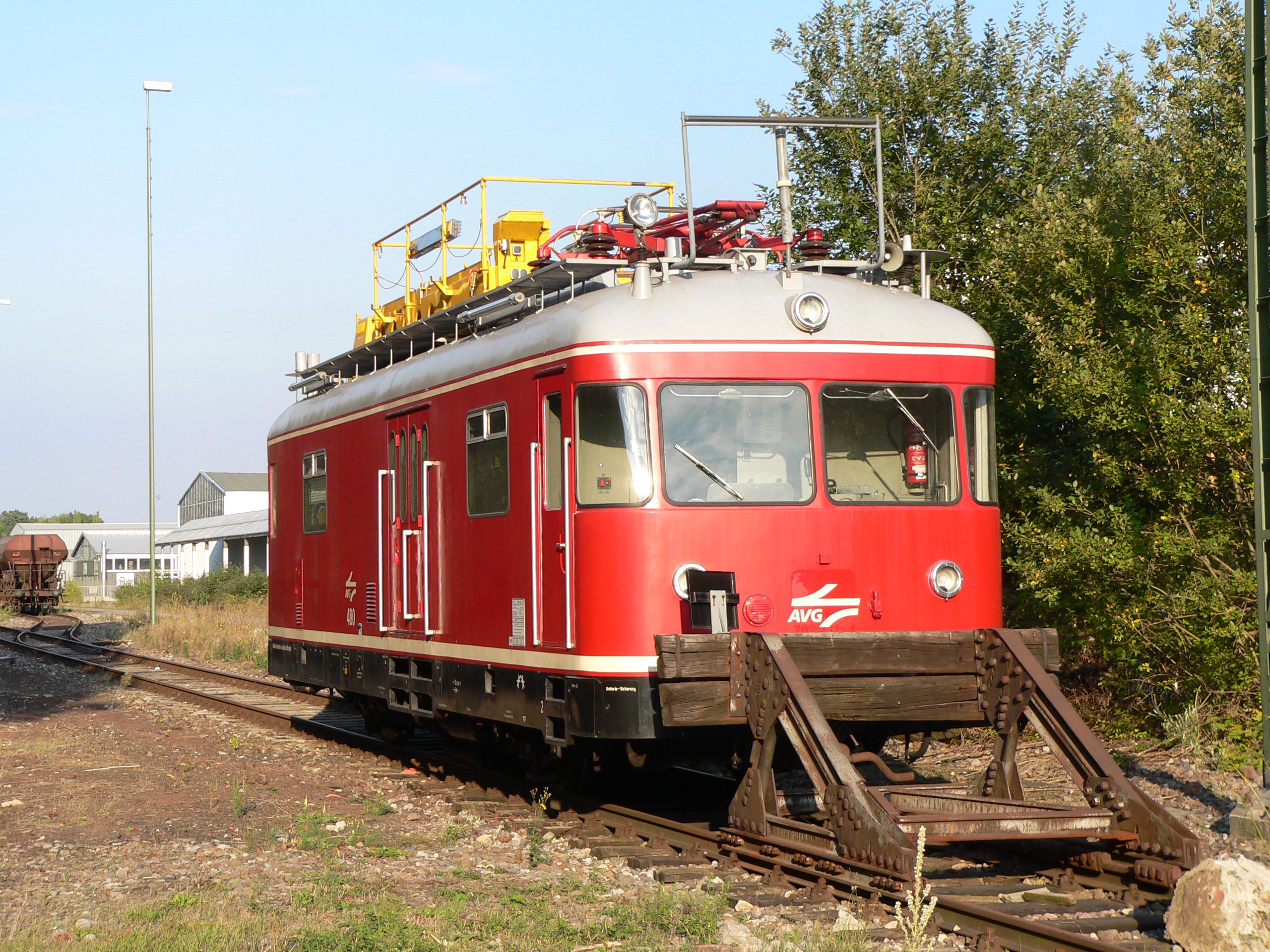
Turmtriebwagen 480